# کنجی یونکورا
کنجی یونکورا (انگلیسی: Kenji Yonekura؛ ۲۵ مهٔ ۱۹۳۴ - ۲۰ آوریل ۲۰۲۳) بوکسور اهل ژاپن بود.